# Eremburga de Mortain
Eremburga de Mortain (1057-Mileto 1087) fue condesa de Sicilia por ser la segunda esposa del conde Roger I de Sicilia.
Eremburga es hija del conde Roberto de Eu y Matilde de Montgomery. En 1080 se casa con el conde Roger I de Sicilia, con quien tiene los siguientes hijos:
- Mauger (c. 1080-1100), conde de Troina.
- Muriella, se casó con Giosberto de Lucia.
- Constanza (muere c. 1101), casada desde 1095 con Conrado II de Italia, rey de los romanos.
- Felicia (c. 1078-1102), casada con el rey Colomán de Hungría.
- Judith (muere 1136), casada con Roberto I de Bassunvilla.

Muere en la Abadía de la Santísima Trinidad en Mileto en 1087, poco después de que Roger conquistara Butera.